# Parafia św. Mikołaja w Gdańsku (rzymskokatolicka)
Parafia pw. Świętego Mikołaja w Gdańsku (rzymskokatolicka) – parafia rzymskokatolicka usytuowana w Gdańsku. Należy do dekanatu Gdańsk-Śródmieście, który należy z kolei do archidiecezji gdańskiej.
Obecnym proboszczem parafii jest o. Michał Osek OP.

## Historia
- 1840. - ustanowienie parafii